# Нарижних Віктор Іванович
Ві́ктор Іва́нович Нари́жних — учасник Афганської війни 1979–1989 років.
Проживає в місті Житомир. Інвалід, втратив працездатність.
Голова громадської організації «Бойове братство Житомирщини».

## Нагороди
- орден «За заслуги» III ступеня (13.2.2015)
- орден «За заслуги» II ступеня (14.2.2019)